# مليكة بوزيت
بوزيت مليكة ابنة الثوري بوزيت رابح ويمينة بوزيت. ولدت في 13 أكتوبر 1943، تعد اصغر حاملة سلاح في قالمة، استشهدت في 1960/10/13.
انخرطت في صفوف الثورة التحريرية في عمر صغير وحققت انتصارات عظيمة.

## طفولتها
ولدت بشارع المسجد العتيق شارع «محمد العربي بوعبيد» بمدينة قالمة.ترعرت يتيمة الام، وتربت على يد اختها «بيبية»، تربت على حب الوطن وآمنت بفكرة ان النصر لا يوهب الا بالدماء، درست بمدرسة «جورج صاند» مدرسة الأمير عبد القادر حاليا [1] ، توقف مسارها الدراسي اثر شجار لها مع ابنة جنرال فرنسي دفاعا عن إحدى الفتيات التي تعرضت للتنمر والتمييز من طرف «اوليفارس» ابنة الجنرال الفرنسي. فتدارست القران عند شيخ سي القاسم. ورفضت العودة إلى مقاعد الدراسة كي تبتعد عن المشاكل. في يوم من الايام طلبت إحدى صديقاتها فالمدرسة التي كان ابوها أحد رؤساء الحركى ان تزورها في منزلها في قلعة بوصبع [2] . عند وصولها لبيت صديقتها قامت الفتاة بتعريف المنزل لمليكة وعند دخول مليكة لمكتب الحركي اظطرت صديقتها للذهاب لدقائق فقامت مليكة الصغيرة بفتح أحد الادراج الموجودة المكتب لتجد سلاحا، فتقوم بسرقتة وتخزينه في ملابسها. وعند عودتها إلى منزلها
قامت بتخزينه جيدا. الا ان اكتشفت اختها الامر واخبرت والدها. فاخد مليكة جانبا يسالها عن الامر فطلبت منه ان ياخذ السلاح ويستخدمه فالجها وان يعرفها على المجاهدين